# Tricholathys hirsutipes
Tricholathys hirsutipes là một loài nhện trong họ Dictynidae.
Loài này thuộc chi Tricholathys. Tricholathys hirsutipes được Richard C. Banks miêu tả năm 1921.